# Temnothorax rugatulus
Temnothorax rugatulus (лат.) — вид мелких по размеру муравьёв из подсемейства Myrmicinae (триба Crematogastrini), обитающих в западной части Северной Америки. Обнаружено, что 25 % рабочих муравьёв T. rugatulus вообще никогда не работают, и только около 3 % особей постоянно наблюдались за работой.

## Распространение
Северная Америка (западная часть):
- Канада (провинции Альберта и Британская Колумбия)
- Мексика (штат Нижняя Калифорния)
- США (штаты Вашингтон, Орегон, Айдахо, Монтана, Северная Дакота, Южная Дакота, Вайоминг, Калифорния, Невада, Юта, Колорадо, Аризона, Нью-Мексико, Техас)

## Описание
Рабочий муравей Temnothorax rugatulus
Мелкие желтовато-буроватые муравьи (2—3 мм), самцы чёрные.
Усики рабочих и маток 11-члениковые (у самцов из 12 сегментов), булава 3-члениковая. Скапус усика короткий (не достигает затылочного края головы примерно на два своих поперечника). Проподеальные шипики на заднегруди развиты, средней длины, заострённые, направлены назад, широкие в основании. Стебелёк между грудкой и брюшком состоит из двух члеников: петиолюса и постпетиолюса (последний чётко отделён от брюшка), жало развито, куколки голые (без кокона).
Малочисленные семьи обитают в гнёздах, расположенных в подстилке и древесных остатках, иногда под камнями. Колонии моногинные (с одной маткой-макрогиной, которая почти вдвое крупнее рабочих) или полигинные (с несколькими мелкими матками-микрогинами, почти равными по размеру с рабочими и даже меньшими, чем они).
Семьи включают от 30 до 200 и более муравьёв (до 1310) со значительной разницей между средней численностью населения в полигинных (91±85) и моногинных колониях (65±42). Жировые запасы самцов незначительны и по весу составляют 10,1±9,0 μg (при 40 измерениях); наибольшие по весу жировые запасы тела обнаружены у крупных маток-макрогин — 466,4±146,9 μg (n=35); жировые запасы мелких маток-микрогин в несколько раз меньше и равны 51,4±12,3 μg (n=10). (Rüppell et al. 2001). Фуражировку проводят в подстилочном слое (муравьи-фуражиры уходят за кормом на расстояние до 13 м от гнезда, но чаще не далее двух метров от входа в муравейник), собирают преимущественно мелких членистоногих.
Большинство рабочих муравьёв из колонии Temnothorax rugatulus половину своего времени остаются неактивными и не работают (таковых около 72 % особей из обследованных в течение двух недель с помощью видеосъёмки пяти лабораторных муравейников). 25 % вообще никогда не работают, и только около 3 % рабочих муравьёв постоянно наблюдались за работой.
Две морфы маток муравьёв Temnothorax rugatulus (макро- и микрогины) различаются по размеру и репродуктивной стратегии и это коррелирует с социальной организацией их колонии. Производство яиц на одну матку было ниже в полигинных колониях, когда плодовитость ограничивалась степенью заботы рабочих. Размер колонии является определяющим фактором плодовитости, а не размера тела или числа маток, что подчеркивает сверхорганизменные свойства этих обществ. Более мелкие микрогины чаще кормится рабочими и они демонстрируют повышенную метаболическую активность, но они также были устойчивы к окислительному стрессу. Маленькие королевы по-разному экспрессировали метаболические гены в жировом теле, что указывает на то, что сдвиги в молекулярной физиологии и доступности ресурсов позволяют королевам-микрогинам компенсировать свой небольшой размер более активным метаболизмом без увеличения затрат на смертность.
Среди паразитических плоских червей в организме муравьёв Temnothorax rugatulus были обнаружены личинки-цистицеркоиды цестод из семейства Dilepididae (Cyclophyllidea). Их нашли в аберрантых жёлтого цвета рабочих и самках на юго-западе США. До вида этих паразитов определить не удалось, но предположительно это представители рода сходного с Anomotaenia, ранее уже обнаруженного у сходных видов муравьёв (Heinze et al. 1998).

## Систематика

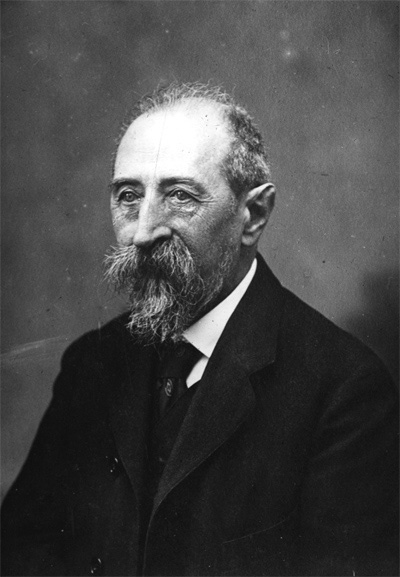
Профессор Карло Эмери (C. Emery, 1848—1925) в 1895 году впервые описал этот вид

Вид Temnothorax rugatulus был впервые описан в 1895 году итальянским мирмекологом профессором Карло Эмери (C. Emery, 1848—1925) под первоначальным названием Leptothorax rugatulus Emery, 1895. В разные годы было описано несколько близких форм, сведённых позднее в синонимы к данному виду. В составе рода Temnothorax впервые обозначен в 2003 году британским мирмекологом Барри Болтоном (Bolton, 2003: 272), а до этого момента почти столетие упоминался в научной и популярной литературе как Leptothorax rugatulus. Видовое название дано по признаку морщинистости тела.
Синонимы
- Leptothorax rugatulus Emery, 1895
- Leptothorax curvispinosus annectens Wheeler, W.M., 1903
- Leptothorax rugatulus brunnescens Wheeler, W.M., 1917
- Leptothorax rugatulus cockerelli Wheeler, W.M., 1917
- Leptothorax rugatulus dakotensis Wheeler, G.C. & Wheeler, E.W., 1944
- Leptothorax rugatulus mediorufus Wheeler, W.M., 1917